# 马英才
马英才（1903年—1958年5月），号育才，甘肃东乡人，中国政治人物。
早年考入北洋陆军第五混成旅教导队，后毕业于珞珈山军官团高级研究班。1925年起进入西北军，在石友三部任副旅长、副师长，第十五军第三旅旅长，第十一军参谋长，第三十五师副师长，宁夏省卫、宁、盐、同心四县独立第十旅旅长。
第二次国共内战期间，担任第二五七师少将师长、马鸿逵自行编建的贺兰军副军长，1949年宁夏战役结束后，担任第一野战军参议室参议。筹建东乡英才学校，担任名誉校长。
中华人民共和国成立后，1953年7月，任甘肃省民族事务委员会委员。。